# Munkedal község
Munkedal község (svédül: Munkedals kommun) Svédország 290 községének egyike. 
A mai község 1974-ben jött létre.

## Települései
A községben 7 település található:
| Település     | Népesség | Megjegyzés         |
| ------------- | -------- | ------------------ |
| Munkedal      |          | a község székhelye |
| Dingle        |          |                    |
| Hällevadsholm |          |                    |
| Hedekas       |          |                    |
| Torreby       |          |                    |
| Håby          |          |                    |
| Fjällberg     |          |                    |

## Külső hivatkozások
- Hivatalos honlap